# Antonio Greppi (1722-1799)

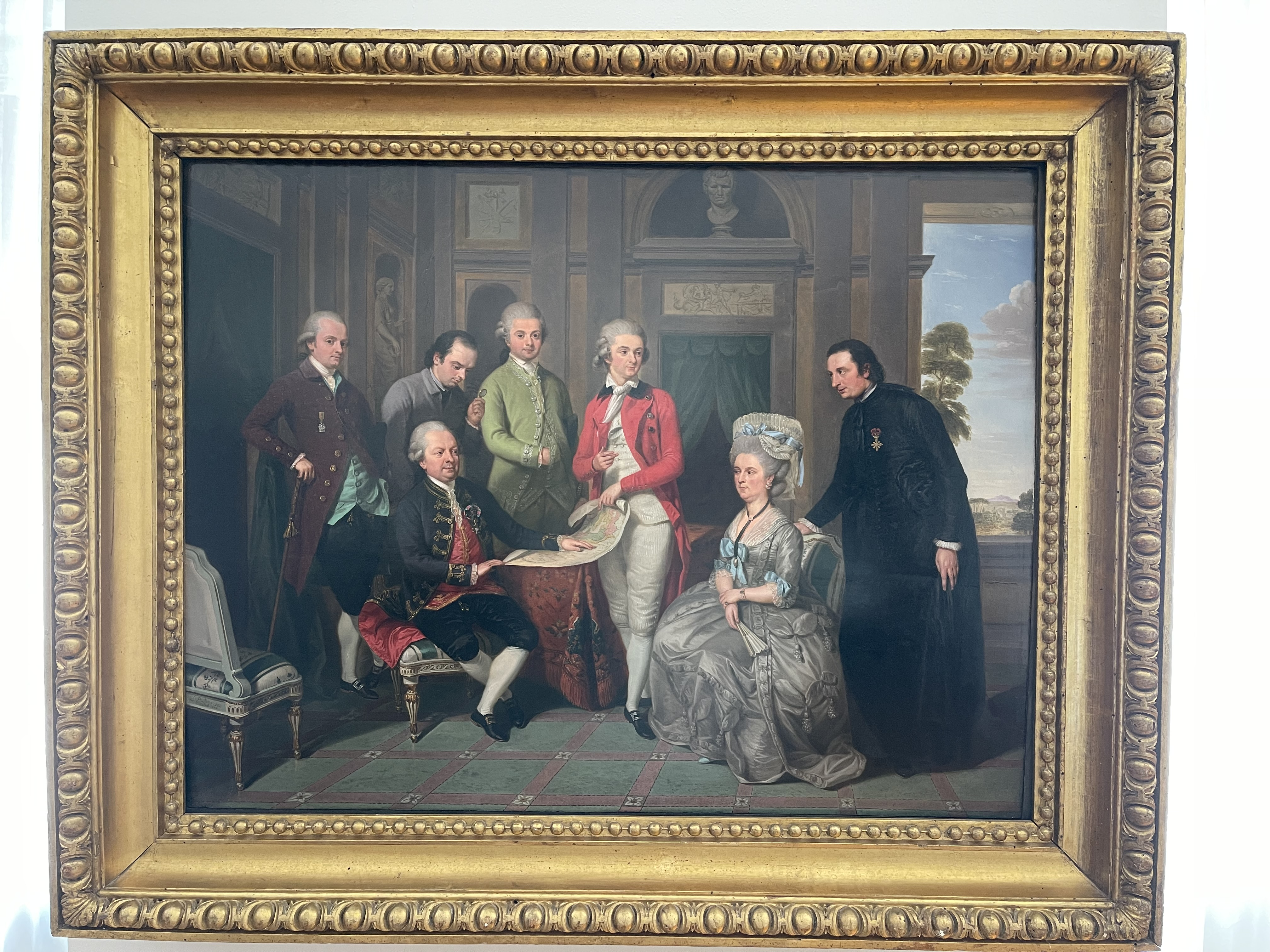
La famiglia del conte Antonio Greppi (L. Guttenbrunn, 1780)

Antonio Greppi, I conte di Bussero e Corneliano (Cazzano Sant'Andrea, 4 febbraio 1722 – Santa Vittoria, 22 luglio 1799), è stato un nobile, diplomatico e banchiere italiano, nonché uomo d'affari a livello internazionale nel campo della manifattura laniera.

## Biografia

### I primi anni nell'azienda di famiglia
Antonio Greppi nacque a Cazzano Sant'Andrea il 4 febbraio 1722, figlio di Gabriele e di sua moglie, Elena Piatti. La famiglia Greppi, presente nel bergamasco dal XV secolo, aveva col tempo accumulato una discreta ricchezza con la produzione ed il commercio della lana, e si era imparentata con la nobiltà locale. Il matrimonio contratto da Antonio nel 1743 con Laura Cotta fu un passo decisivo per l'affermazione della sua casata nelle terre di famiglia, in quanto la famiglia della moglie era iscritta nel consilierato di Bergamo.
Antonio Greppi iniziò la sua scalata sociale all'interno dell'azienda paterna, affiancando il genitore nella direzione degli affari a poco più di vent'anni di età. Distintosi per grandi capacità gestionali, divenne ben presto curatore degli affari con l'estero per conto dell'azienda di famiglia, portandola ad essere la fornitrice ufficiale di tessuti in lana per l'esercito austriaco.

### La Ferma Generale
Nel 1745 il nobile genovese Giovanni Luca Pallavicini venne prescelto dall'imperatrice Maria Teresa d'Austria quale nuovo governatore del Ducato di Milano, lo stato che dava il maggior contributo per il finanziamento delle guerre degli Asburgo in Europa all'epoca, ma che il Pallavicini trovò compromesso da una finanza pubblica in decadenza ed in preda alla corruzione.
Per raccogliere le tasse in tutto il territorio e nella città di Milano, il Pallavicini pensò di appaltare il lavoro alla ditta Greppi, la quale oltre all'estraneità del lavoro, non aveva legami con Milano e inoltre godeva della fiducia della casa imperiale. Ottenuto l'appalto della "Ferma Generale" (all'età di soli 27 anni), il Greppi costituì una società per la riscossione delle tasse il 5 maggio 1750, negoziando con lo stato asburgico che un terzo degli utili ricavati dalla tassazione sarebbero passati alla sua famiglia, ed egli in cambio si impegnava a fare un prestito di due milioni di fiorini al governo austriaco a Milano per ripagare le spese dei vecchi debiti accumulati. Lo spirito del Greppi e soprattutto il suo interesse nel cospicuo affare andavano nella direzione di aiutare lo stato a combattere le frodi fiscali aumentando il gettito e, nel contempo, di consentire ad Antonio di tutelare il proprio patrimonio e la conduzione delle aziende di famiglia. Il contratto di riscossione con il Greppi venne riconfermato nel 1764 e rimase in vigore sino all'assesto del bilancio del 1770 quando l'imperatore Giuseppe II d'Asburgo-Lorena decise di sciogliere la società formatasi e di affidare la riscossione
direttamente allo stato. Il Greppi accettò di recedere dal contratto (che sarebbe stato in vigore ancora per tre anni), rinunciando a cospicui profitti. Le razionalizzazioni degli anni precedenti avevano reso possibile una assunzione diretta di responsabilità da parte dello stato, laddove prima, l'assenza di una efficiente e moderna organizzazione finanziaria dello stato aveva reso necessario il ricorso al sistema della Ferma - peraltro sul modello del Regno di Francia.  Nel decreto di scioglimento della Ferma Generale (1770) l'Imperatrice Maria Teresa elogiò "il disinteresse e le ottime qualità d'animo e di cuore del Fermiere Generale Antonio Greppi che unitamente al distinto suo zelo pel nostro real servizio, con costante e perfetta rassegnazione alle superiori nostre sovrane insinuazioni ci hanno reso sempre commendevole ed accetta la di lui persona".
“Il G. partecipò dunque alla stagione delle riforme teresiane come Fermiere Generale, al vertice di una società che, anche grazie alla sua abilità, si impose come un potere intermedio tra principe e sudditi. Svolse un ruolo importante nella razionalizzazione del settore delle imposte indirette e nel risanamento economico dello Stato, ma soprattutto fu con la corte nella battaglia contro l'oligarchia patrizia e i tradizionali gruppi finanziari che ostacolavano il rinnovamento. Se da un lato il G. tutelava gli interessi della propria compagnia, anche conducendo una severa lotta contro frodi, esenzioni e privilegi, dall'altro la sua funzione era equiparata a quella di un pubblico ufficiale, ruolo che lo rese una figura di primo piano nel mondo della finanza milanese ed elemento prezioso per la monarchia asburgica”   (E. PUCCINELLI, Antonio Greppi, in Dizionario Biografico degli Italiani, Treccani, vol. 59, 2003).
La Ferma Generale, con a capo Antonio Greppi, rappresentò il passaggio dal vecchio sistema delle riscossioni appaltate a privati a quello di una finanza pubblica moderna e più efficiente.
Come ricompensa per i servigi svolti, e perché lo stato potesse fare tesoro della sua esperienza, il 28 dicembre di quello stesso 1770 Antonio Greppi divenne consigliere della Camera dei Conti dello stato di Milano, organo che supervisionava la gestione dei fondi e delle finanze dell'amministrazione pubblica austriaca in Lombardia, fornendo consulenze in ambito commerciale, stradale, monetario ed annonario. Tra i delicati compiti che gli vennero affidati vi fu anche quello di stendere annualmente il bilancio dello stato da presentare ai sovrani.

### L'attività bancaria, l'incremento della ricchezza della famiglia e l'ingresso nel patriziato milanese
Coi guadagni ottenuti, il Greppi continuò la propria attività di banca d'affari aprendo sedi ad Amsterdam (con il figlio Marco), Amburgo (con il figlio Giacomo) e Cadice (con il figlio Paolo, console imperiale), oltre che investire le proprie risorse in nuove attività produttive e commerciali, acquistando vaste proprietà a Mantova e la famosa tenuta di Santa Vittoria di Gualtieri presso Reggio Emilia (ove fece erigere un grande palazzo di campagna) nonché quella di Rubiera nel modenese.
Parallelamente alla carriera bancaria, ad Antonio Greppi vennero conferiti dalla corte di Vienna  delicati incarichi diplomatici: nel 1757 divenne consulente di corte nell'ambito di un trattato commerciale tra l'Impero e lo Stato della Chiesa e nel 1777 firmò come plenipotenziario imperiale un trattato tra Ducato di Milano, Ducato di Modena e Granducato di Toscana per l'apertura di una nuova strada di collegamento tra Pistoia e Modena. Nel 1784 fu consulente per la vendita al papa Pio VI dei beni allodiali di Mesola (nel ferrarese) che erano di proprietà imperiale.
Per consolidare il prestigio di cui ormai godeva a Milano, nel centro storico della città (via Sant'Antonio) fece erigere Palazzo Greppi su progetto del Piermarini, che ancora oggi è uno dei gioielli del neoclassicismo nel capoluogo lombardo. Fu mecenate di scrittori come Metastasio e Giuseppe Parini, patrocinatore di architetti come Vanvitelli e lo stesso Piermarini nonché di pittori del calibro di Giocondo Albertolli, Martin Knoller e Andrea Appiani che fece operare nel proprio palazzo milanese.
Nel 1757 ottenne la cittadinanza milanese. Più tardi, con Decreto del Tribunale Araldico di Milano del 25 agosto e del 10 settembre 1774 si rilevava come la presenza dei vari Greppi, a partire dal "Magnifico Graziolo Greppi" nel 1433, risultasse nel libro "Actionum Magnificae Civitatis Bergomi". Il Tribunale Araldico di Milano si era pronunciato su richiesta del Consigliere Don Marco Greppi, figlio di Antonio, e del cugino Luigi, del ramo di Jesi, ed aveva sancito il riconoscimento dell'antico stato nobiliare e il diritto all'uso dello stemma gentilizio, nonché l'iscrizione nella Nobiltà di Milano e la registrazione dell'Arma gentilizia nel Codice Araldico. Nella sentenza si riconosceva che "la Famiglia de' Greppi sin nei vecchi tempi fiorisse in Bergamo, ed ammessa fosse al Nobile Consiglio di quella città, in cui non entrano se non Personaggi di Nobile Nascita".
Con Lettere Patenti del 19 ottobre 1778 l'imperatrice Maria Teresa volle ricompensare personalmente ancora una volta il Greppi conferendogli il titolo di conte e l'infeudazione dei paesi di Bussero e di Corneliano, con il sovrano beneficio del riconoscimento di oltre 300 anni di nobiltà precedente della sua famiglia. Giuseppe II lo onorerà invece dapprima del grado di cavaliere (1780) e poi di quello di commendatore (1785) dell'Ordine Reale di Santo Stefano d'Ungheria.

### Gli ultimi anni
Nel 1787, avendo ceduto gran parte delle attività al figlio secondogenito Marco (il primogenito Giuseppe aveva intrapreso la carriera ecclesiastica), Antonio Greppi decise di ritirarsi nella tenuta di campagna di Santa Vittoria, presso Gualtieri, dedicandosi esclusivamente alla conduzione dell'azienda agricola di famiglia.
Morì a Santa Vittoria il 22 luglio 1799.
Il conte Antonio Greppi lasciò uno sterminato carteggio con sovrani, principi, ministri, personaggi della politica, dell'economia, della cultura del suo tempo. Il “Fondo Greppi” è stato donato nel 1934 all'Archivio di Stato di Milano dalla contessa Beatrice Greppi Barbiano di Belgiojoso, vedova del conte Emanuele Greppi, sindaco di Milano (1911-1913), Senatore del Regno. Il Fondo è composto di 401 cartelle, contenenti 80.000 lettere che coprono il periodo dal 1737 al 1813 (quindi, alcune fanno riferimento ai figli). Un gruppo di 242 buste copre il periodo 1750-1803 ; un altro gruppo, parallelo e autonomo, di 73, copre il periodo 1739-1799. Dieci cartelle contengono lettere di illustri personaggi, tra i quali Giuseppe Baretti, Gian Rinaldo Carli, Giovanni Battista Casti, Carlo Giuseppe di Firmian, Carlo Goldoni, Wenzel Anton von Kaunitz-Rietberg, Emanuele Khevenhüller, Francesco Melzi d'Eril, Pietro Metastasio, Giovanni Luca Pallavicini, Carl'Antonio Tanzi, Alessandro, Carlo e Pietro Verri, Johann Joseph Wilczek.

## Matrimonio, figli e discendenza
Antonio Greppi sposò nel 1743 la nobildonna Laura Cotta, figlia di Giacomo, dalla quale ebbe i seguenti figli:
- Giuseppe (1744 - 1815), canonico della cattedrale di Bergamo, cameriere d'onore di Sua Santità Papa Pio VII (per la vocazione sacerdotale, rinunciò alla primogenitura a favore del fratello Marco)
- Marco (Milano, 21 luglio 1745 - Venezia, 26 giugno 1801), Consigliere di Sua Maestà Imperiale, membro della R. Camera dei Conti (1773) e consigliere nel Consiglio di Governo (1786-96); sposò la contessa Margherita Opizzoni
- Giacomo (Milano, 1746 - Milano, 1820), cavaliere della Corona di ferro
- Alessandro (n. 1747), missionario
- Paolo (Milano, 23 settembre 1748 - Parigi, 4 settembre 1800), banchiere, console imperiale e decano del corpo consolare a Cadice, di casa alle Corti di Madrid, di Vienna, di Firenze, di Modena
- Pietro Aloisio (13 ottobre 1749 - 1755).

I discendenti consolidarono la posizione della famiglia nella società milanese con matrimoni nelle famiglie della più antica aristocrazia: Opizzoni, Litta Visconti Arese, Durini, Casati, Cavazzi della Somaglia, Taverna, Meli Lupi di Soragna, Barbiano di Belgioioso, Trotti Bentivoglio, Sormani Andreani Verri, Borromeo.